# Прометий
| 61      | Прометий |
| Pm(145) |          |
| 4f56s2  |          |

Проме́тий (химический символ — Pm, от лат. Promethium) — химический элемент 3-й группы (по устаревшей классификации — побочной подгруппы третьей группы, IIIB) шестого периода периодической системы химических элементов Д. И. Менделеева с атомным номером 61.
Относится к семейству лантаноидов.
Простое вещество прометий — это радиоактивный редкоземельный металл светло-серого цвета. В природе прометий практически не встречается, поскольку все его изотопы радиоактивны.

## История
Прометий как короткоживущий радиоактивный элемент находится в природе в исчезающе малых количествах (по оценкам, его содержание в земной коре составляет несколько сот граммов) и не мог быть открыт аналитическим способом, несмотря на усилия многих исследователей.
В 1924—1926 годах были заявления об открытии элемента 61 флоренций в Италии (из бразильского минерала монацита) и иллиний в Иллинойсском университете в Урбана-Шампейн в США, впоследствии оказавшиеся ошибочными.
В 1945 г. американские химики Д. Маринский, Л. Гленденин и Ч. Кориэлл выделили прометий из продуктов деления урана с помощью ионообменных смол.
В 1947 г., благодаря исследованиям химических свойств прометия, было доказано существование нового элемента.

## Изотопы
Известны изотопы прометия с массовыми числами от 126 до 163 (количество протонов 61, нейтронов от 65 до 102) и 18 ядерных изомеров.
Стабильных изотопов не имеет, в природе встречается только в следовых количествах как продукт спонтанного деления урана-235 и урана-238.
Первый искусственный изотоп синтезирован в 1945 году. Наиболее стабильны 145Pm с периодом полураспада 17,7 лет, 146Pm с периодом полураспада 5,53 года и 147Pm с периодом полураспада 2,62 года.

## Происхождение названия
От имени мифического героя — титана Прометея, защитника людей, похитившего у Зевса огонь и передавшего его людям.
В 1950 г. Комиссия по атомным весам IUPAC дала элементу 61 название прометий, все старые названия — иллиний, флоренций, циклоний — были отвергнуты.

## Физические свойства
Полная электронная конфигурация атома прометия: 1s22s22p63s23p64s23d104p65s24d105p66s24f5.
Прометий является радиоактивным элементом. Является проводником.
Структура кристаллической решётки: Двойная гексагональная плотноупакованная.

## Получение
Металлический прометий получают металлотермией из PmF3. Выделяется 147Pm из смеси радиоактивных изотопов различных элементов, образующихся в ядерных реакторах.

## Применение
Прометий-147 (период полураспада 2,64 года) испытывает бета-распад в самарий-147 и используется для производства радиоизотопных источников тока, где он применяется в виде оксида Pm2O3, и благодаря тому, что в его излучении при распаде отсутствуют гамма-лучи, он сравнительно безопасен.
Мощность, выделяющаяся в оксиде прометия (при плотности в спеченном состоянии около 6,6 г/см³), приближается к 1,1 Вт/см³.
Используется как добавка в радиолюминофоры, заставляя их светиться от β- излучения. При этом, в отличие от возбудителя на базе α-излучения, не приводит к быстрому старению радиолюминофора.

## Дополнительные источники
- Фигуровский Н. А. Прометий, Promethium, Pm (61) // Открытие элементов и происхождение их названий. — М.: Наука, 1970.
- Прометий на Webelements
- Прометий в Популярной библиотеке химических элементов